# Діана Вріланд
Діана Діел, у шлюбі Вріланд (англ. Diana Vreeland; 29 вересня 1903 — 22 серпня 1989) — французька та американська журналістка, модна редакторка, публіцистка, світська особа. Працювала у часописах мод Harper's Bazaar та Vogue, а також як спеціальна консультантка в Інституті костюму в Музеї мистецтва Метрополітен.

## Біографія
Діана Діел народилася 29 вересня 1903 року в Парижі, Франція. Прізвище Діел в перекладі з кельтської означає «смілива». Родина мешкала на вулиці Avenue Bois de Boulogne, одній з найдорожчих та престижних вулиць Парижа. Діана була старшою донькою американської світської левиці Емілі Кей Гоффман (1876—1928) та британця Фредеріка Янга Діела (1868—1960). Емілі Гоффман була родичкою Джорджа Вашингтона та Френсіса Скотта Кі, і далекою родичкою соціалістки та письменниці Полін де Ротшильд (1908—1976). Сестра Діани Олександра (1907—1999) була дружиною сера Олександра Девенпорта Кілнока, 12—ого баронета (1902—1982).
Родина Вріланд емігрувала до США на початку Першої світової війни. Вони оселилися в Нью-Йорку на 77 вулиці й одразу ж зайняли достойне місце в суспільстві. Діана відвідувала школу танців, де займалася під керівництвом Михайла Фокіна, а згодом Луїса Гарві Шаліфа. Завдяки цьому вона брала участь у балеті «Гавот» разом із Анною Павловою в Карнеґі-голі. Також разом із молодшою сестрою Олександрою юна Діана брала уроки верхової їзди. У січні 1922 року 19-річна Діана була вперше представлена у новинах про світських осіб та їх автомобілі у виданні свого майбутнього роботодавця — Vogue. «Міс Діана Діел, одна з найпривабливіших дебютанток зими, сідає в свій Cadillac» — таким був надпис під світлиною.
У 20 років Діана познайомилася з молодим банкіром, недавнім випускником Єльського університету Томасом Рідом Вріландом. 1 березня 1924 року вони взяли шлюб у церкві святого Томаса в Манггетені, Нью-Йорк. У шлюбі народила двох синів: у 1925 році Тіма (Томас Рід Вріланд молодший, майбутній архітектор та професор Каліфорнійського університету в Лос-Анджелесі), в 1927 — Фрекі (Фредерік Діел Вріланд, майбутній посол США в Марокко). За тиждень до весілля, 26 лютого 1924 року, в одній зі статей The New York Times повідомили, що мати Діани була названа однією з відповідачок у ході шлюборозлучного процесу сера Чарльза Росса (9-го баронета) та його другої дружини Патриції. Через суспільний скандал Діана Вріланд віддалилася від своєї матері, яка померла у вересні 1928 року в місті Нантакет, штат Массачусетс.
Після медового місяця Вріланди переїжджають в Олбані, Нью-Йорк, та живуть там до 1929 року. Згодом пара перебирається до Лондону на Гановер-Террас 17, де оселяється в будинку, що раніше належав Вілкі Коллінзу та Едмунду Госсу. У Лондоні Вріланд танцює з відомою трупою «Tiller Girls», а також знайомиться із Сесілом Бітоном, який стає її вірним другом на все життя. 
За прикладом інших підприємливих жінок того часу, таких як Елсі де Вульф та Сірі Моем, Вріланд вирішує розпочати власну справу та відкриває бутік нижньої білизни недалеко від Берклі-сквер. Її клієнтками стають Волліс Сімпсон (герцогиня Віндзорська) та Мона фон Бісмарк. Діана часто відвідує Париж, де купує майже всі свої речі, більшість яких була від Коко Шанель, з якою вона познайомилася ще в 1926 році. 18 травня 1933 року Діана Вріланд стає однією з 15-ти американських жінок, удостоєних зустрічі з королем Георгом V та королевою Мері в Букінгемському палаці. У 1935 році Вріланд та її чоловік повертаються до Нью-Йорку.
Я провела чудове життя у Європі до того, як розпочала роботу у Harper's Bazaar у 1936 році. Я мандрувала, бачила гарні місця, зустрічала чудові літні дні, приділяла багато часу дослідженням та читаннюОригінальний текст (англ.)
Before I went to work for Harper’s Bazaar in 1936, I had been leading a wonderful life in Europe. That meant traveling, seeing beautiful places, having marvelous summers, studying and reading a great deal of the time.— Діана Вріланд

### Кар'єра

#### Harper's Bazaar 1936—1962
Видавнича кар'єра Діани Вріланд розпочалася з посади колумністки для жіночого журналу Harper's Bazaar у 1936 році. Кармель Сноу, головна редакторка Harper's Bazaar, під час вечірки в готелі St. Regis була вражена стилем Вріланд та її манерою триматися на людях і запропропонувала їй роботу в журналі. З 1936 року і до своєї відставки Вріланд веде колонку «Чому б Вам не?..», у якій робить своїй авдиторії незвичайні пропозиції. У журналі можна було знайти такі поради як: «Чому б Вам не прикрасити вихлопну трубу автомобиля хутром?», «Чому б Вам не помити біляве волосся вашої дитини вивітреним шампанським, як це роблять у Франції?» або «Чому б Вам не перетворити Вашу дитину в інфанта для костюмованої вечірки?».
Діані Вріланд не подобалоя те, що пропонувала американська мода 1940-х. Вона ненавиділа «взуття із зав'язками на високих підборах» та «одяг з крепдешину», який жінки носили навіть у розпал літа. Замість цього вона носила сандалі на босу ногу зі щоденним одягом.
Незабаром Вріланд займає крісло редакторки Harper's Bazaar. До своєї відставки вона тісно співпрацює із Луїзою Даль-Вульф, Річардом Аведоном, Ненсі Вайт та Олексієм Бродовичем.
Перед початком Другої світової війни Рід[хто?] переїхала у Монреаль, для того щоб управляти банком друга, і залишається там протягом всієї війни. У 1955 році Вріланд переїжджає у нову квартиру, оформлену виключно у червоному кольорі, яким вона була одержима. Для оформлення квартири був запрошений Вільям Болдуін (1903—1983), за словами якого, Діана побажала оформити свій будинок таким чином:
Я хочу, щоб це місце було схоже на сад … Але на сад у пекліОригінальний текст (англ.)
I want this place to look like a garden, but a garden in hell— Діана Вріланд